# Antonio Pacenza
Antonio Pacenza (Buenos Aires, 18 marzo 1928 – 7 febbraio 1999) è stato un pugile argentino.

## Palmarès

### Olimpiadi
- Argento a Helsinki 1952 nei pesi mediomassimi.